# Chains (canção de Nick Jonas)
"Chains" é uma canção do cantor americano Nick Jonas, lançada como primeiro single em carreira solo, após o fim do Jonas Brothers, em 30 de julho de 2014, pela Island Records.

## Antecedentes
Em entrevista à MTV americana, Nick disse que "A história por trás de 'Chains' é basicamente aquela sensação de que quando as pessoas se relacionam, elas estão sendo presas. Para mim, especificamente, essa música está ligada ao amor e à confiança, outras pessoas, disseram que é mais ampla para eles, é mais do que o amor, pode ser sobre qualquer coisa que nos prendam e não nos deixa fazer o que se precisa fazer para se sentir livre", disse ele. "Eu achei que essa era uma boa opção, eu me apaixonei por essa música e eu realmente senti que ela seria o carro chefe para este álbum." 

## Vídeo musical
Em 23 de julho de 2014, foi anunciado que o vídeo da música estava sendo produzido, as estrelas de vídeo seriam as atrizes Dylan Penn, a filha de Sean Penn e Robin Wright. O E! News disse que Nick estava trabalhando com a atriz, em um projeto de vídeo secreto no centro de Los Angeles, no Hotel Alexandria.  Nick coproduziu o vídeo com o diretor Ryan Pallotta Em 25 de julho de 2014, os primeiros 15 segundos do vídeo da música foram lançados no site da MTV. Em 28 de julho, mais dois outros trechos de 15 segundos foram lançados online. O vídeo completo estreou-se em 30 de julho.

## Desempenho

### Nas tabelas musicais
| Parada (2014)                           | Melhor posição |
| --------------------------------------- | -------------- |
| Estados Unidos - (Billboard Hot 100)    | 13             |
| Estados Unidos - (Billboard Pop Songs)  | 11             |
| Estados Unidos - (Hot Dance Club Songs) | 23             |
| Estados Unidos - (Billboard Rhythmic)   | 21             |

### Certificações
| País                    | Certificação | Vendas      |
| ----------------------- | ------------ | ----------- |
| Canadá - (Music Canada) | Platina      | + 80.000    |
| Estados Unidos - (RIAA) | Platina      | + 1.000.000 |

## Histórico de lançamento
| Região         | Data                | Formato          | Gravadora      |
| -------------- | ------------------- | ---------------- | -------------- |
| Estados Unidos | 30 de Julho de 2014 | Download digital | Island Records |
| Canadá         | 30 de Julho de 2014 | Download digital | Island Records |
| Alemanha       | 4 de Agosto de 2014 | Download digital | Island Records |
| França         | 4 de Agosto de 2014 | Download digital | Island Records |
| Espanha        | 4 de Agosto de 2014 | Download digital | Island Records |
| Inglaterra     | 4 de Agosto de 2014 | Download digital | Island Records |
| Países Baixos  | 4 de Agosto de 2014 | Download digital | Island Records |